# NGC 3060
NGC 3060 في الفهرس العام الجديد، هي مجرة، تقع في كوكبة الأسد. اكتشفت في 14 يناير 1787 بواسطة ويليام هيرشل.

## روابط خارجية
- NGC 3060 على موقع ويكي سكاي: DSS2, SDSS, GALEX, IRAS, Hydrogen α, X-Ray, Astrophoto, Sky Map, Articles and images